# إن تي إف إس
نظام ملفات التكنولوجيا الجديدة أو إن تي إف إس (بالإنجليزية: New technology file system اختصاراً NTFS)‏ هو نظام ملفات تم تطويره من قبل مايكروسوفت بدءًا من ويندوز إن تي 3.1، وهو نظام الملفات الافتراضي لعائلة ويندوز إن تي.
حسنت NTFS العديد من التقنيات على أنظمة الملفات التي حلت محلها -FAT وHPFS- مثل الدعم المحسن للبيانات الوصفية وهياكل البيانات المتقدمة لتحسين الأداء والموثوقية واستخدام مساحة القرص. الإضافات الإضافية هي نظام أمان أكثر تعقيدًا يعتمد على قوائم التحكم بالوصول وتصحيف نظام الملفات.
كما أن NTFS مدعوم في أنظمة تشغيل سطح المكتب والخوادم الأخرى أيضًا. لدى لينكس وتوزيعة بيركلي برنامج NTFS حر ومفتوح المصدر، يسمى NTFS-3G، مع كلًا من وظائف القراءة والكتابة. ويدعم ماك أو إس أيضًا NTFS ولكن للقراءة فقط، حيث أن خاصية الكتابة غير مستقرة، لذلك يتم تعطيل كتابة الملف افتراضيًا.

## نبذة تاريخية
في منتصف الثمانينيات بدأت كل من شركة مايكروسوفت وشركة آي بي إم بالاشتراك في عمل مشروع الجيل التالي من نظام التشغيل ذو الواجهة الرسومية وكان هذا المشروع هو أو إس/2 (OS/2) ولكن الشركتين اختلفتا على العديد من القضايا وانفصلتا ولكن ظل مشروع أو إس/2 ملك آي بي إم وحولته مايكروسوفت إلى ويندوز إن تي.
نظام ملفات نظام التشغيل أو إس/2 هو نظام الملفات عالي الأداء إتش بي إف إس HPFS وهو نظام يحتوي على العديد من الميزات الجديدة وعندما قامت مايكروسوفت بإنشاء نظامها الجديد ويندوز إن تي اقتبست الكثير من هذه الميزات والمفاهيم لنظام ملفاتها إن تي إف إس، ، وبسبب هذا الاقتباس فإن أصل سلالة كل من النظامين واحدة ولهذا فنرى عند تقسيم القرص الصلب نفس الكود لنوع تحديد الهوية وهو (07) انظر نوع التجزئة. مطورو NTFS الأصليون هم توم ميلر وغاري كيمورا وبراين أندرو وديفيد جويبل.

## إصداراته
شركة مايكروسوفت أطلقت خمسة إصدارات من نظام الملفات إن تي إف إس NTFS
- الإصدار الأول v1.0 تم إطلاقه مع ويندوز إن تي 3.1 سنة 1993.[9]
- الإصدار الثاني v1.1 تم إطلاقه مع ويندوز إن تي 3.51 سنة 1995.
- الإصدار الثالث v1.2 تم إطلاقه مع ويندوز إن تي 4.0 سنة 1996 وتم تزويد واصف أمان [الإنجليزية] Security descriptor له، وهو مشهورة باسم NTFS4.0 وتم إطلاقه بعد إطلاق نظام التشغيل ويندوز إن تي 4.0.
- الإصدار الرابع v3.0 تم إطلاقه مع ويندوز 2000 وقد دعم حصص نسبية للقرص وتشفير نظام الملفات Encrypting File System وملفات ذات فراغات ونقاط إعادة توزيع إن تي إف إس [الإنجليزية] NTFS reparse point وصحائف تحديث ذات أرقام تسلسلية وتم إضافة المجلد (Folder $Extend) وملفاته وإعادة تنظيم واصف أمان [الإنجليزية] حتى تستطيع العديد من الملفات التي تستخدم نفس إعدادات الأمان استخدام نفس واصف الأمان.[11] وهو مشهور باسم NTSF5.0 وتم إصداره بعد ظهور ويندوز 2000.
- الإصدار الخامس v3.1 تم إطلاقه مع ويندوز إكس بي.

## ميزات
الإصدار الثالث من NTFS يشتمل على العديد من الميزات الجديدة عن الإصدار السابق، فهو يدعم ملفات ذات فراغات وحصص نسبية للقرص (الكوتا) وإعادة التوزيع للنقاط، وتشفير الملفات بمستويات ويعرف بتشفير نظام الملفات وتتبع الارتباط الموزع

### قابلية التوسع
في نظرية NTFS كان المفروض لحجم القسم أن يكون 264−1 كلستر، ولكن في الواقع العملي مثل ويندوز إكس بي الاحترافي يكون 232−1 بسبب محددات جدول التقسيم، فعلى سبيل المثال إذا استخدمنا 64 كيبي بايت لحجم الكلستر فسيكون أقصى حجم للقسم في ويندوز إكس بي هو 256 TiB - 64 KiB، واستخدام الحجم الافتراضي 4 KiB للكلستر فسيكون أقصى حجم للقسم هو 16 TiB ناقص 4 كيبي بايت، كلا الحالتين السابقتين أكبر بكثير من الحد الباقي في الحزمة الخدمية رقم واحد لويندوز إكس بي وهذا الحد هو 128 GiB، أقصى حد نظري يمكن أن يصل له NTFS هو 16 EB (16 × 10246 او 264 بايت).
أقصى حد يدعمه NTFS للكلستر هو 64 KiB.

### مسجل نظم الملفات
نظام ملفات NTFS من نظم الملفات ذات الصحائف وتستخدم سجل ($LogFile) لتسجيل البيانات الوصفية للمتغيرات التي تحدث طوال الوقت على حجم القسم وهي وظيفة غاية في الأهمية ومن مميزات نظم الملفات الحديثة، هذه الميزة ليست متوفرة على نظام الملفات FAT.

### الروابط المباشرة
تسمح هذه الميزة للإشارة بعدة أسماء إلى محتويات ملف واحد، الروابط المباشرة

### ضغط الملف
نظام ملفات NTFS يستخدم أسلوب الضغط للملفات والمجلدات بطريقة لوغارتمية LZNT1 حيث يتم تحويل 16 عنقود من البيانات والتي تسمى كلستر إلى 4 كيلوبايت كلستر، تم تصميم العملية الحسابية للضغط في نظام ملفات NTFS ليدعم 4 كيلوبايت كلستر فقط فإذا كان أكبر من ذلك فلا يدعمه نظام الملفات NTFS راجع ، إن تم الضغط بتقليل حجم البيانات من 64 كيلوبايت إلى 60 أو أقل كيلوبايت فإن نظام الملفات NTFS يعامل الـ 4 كيلوبايت الفارغة كأنها كلستر من الملفات الفارغة (لفهم ما هي الملفات الفارغة وكيف تتعامل معها نظم الملفات الحديثة أنظر فقرة الملفات المتناثرة أو شبه الفارغة التالية لهذه الفقرة)، الملفات الأكبر ضغط تصبح مجزأة بصورة أكبر ، بناء على أبحاث فريق مايكروسوفت المطور لنظام الملفات NTFS فإن من 50 إلى 60 جيجابايت كحد أقصى معقول للملف المضغوط على NTFS على أي قسم بقيمة افتراضية 4 كيلوبايت كلستر ( أو يسمى أحيانا بلوك Block)، لاحظ أن القيمة تقل بصورة واضحة في حالة ما إذا كان حجم الكلستر اقل من 4 كيلوبايت.
الذاكرة الوميضية أو الوسائط التخزينية الحديثة لا يوجد فيها تحرك للرؤوس المغناطيسية وتعتمد على تقنية مختلفة وبالتالي فلا توجد مشاكل التجزئة الموجودة على القرص الصلب ولا يوجد تأخير، الأجهزة الأحدث من الحاسبات الشخصية ذات المعالجات متعددة النواة بها تحسينات في سرعة التنفيذ للتطبيقات المضغوطة والبيانات بالإضافة لقلة المساحة المستخدمة. لاحظ أن الوسائط التخزينية المحمولة التي توجد بها تقنية متحكم ساند فورس Sandforce بها ضغط تلقائي وبما أنه هناك نقل للبيانات من خلال تلك الوسائط فيقل الدخل والخرج، أفضل استخدامات للضغط مع الملفات المتكررة والملفات النادر كتابتها والملفات التي يتم الوصول لها بالتعاقب والملفات التي لا تكون مضغوطة بطبيعتها ومن أفضل الأمثلة على هذه الاستخدامات ملفات السجلات.
ضغط الملفات المهمة لنظم الملفات والتي يحتاجها نظام التشغيل أثناء عملية الإقلاع تؤدي لمشاكل كثيرة ولهذا فهي ممنوعة في كل نظم الملفات الحديثة (أمثلة على تلك الملفات مثل الملفات الرابطة بين العتاد ونظام التشغيل وملف الإقلاع أن.تي.أل.دي.أر و winload.exe أو ملف الإقلاع لويندوز فيستا وما بعده BOOTMGR). الوصول إلى الملفات المضغوطة للقراءة والكتابة تكون شفافة مايكروسوفت توصي بتجنب عمل ضغط على السيرفر والمشاركة على الشبكة بمظهر الملفات الشخصية المتجولة لأنه يزيد من الحمل على المعالج.

### الملفات المتناثرة (شبه الفارغة)
(بالإنجليزية: Sparse files)‏ الملفات المفرغة هي ملفات يوجد بها مناطق فارغة (أنظر الشكل على اليسار) حيث لا يوجد مساحة مستخدمة في المخزن لها، بالنسبة للتطبيق تبدو كأنها ملفات عادية بمناطق ترى مملوءة بأصفار.

الملفات المتناثرة: المساحات الفارغة بالبايت لا حاجة لحفظها، ولكن يمكن توضيحها عن طريق البيانات الوصفية

تطبيقات قواعد البيانات ربما تستخدم الملفات المفرغة وهي كما في الملفات المضغوطة لا يتم أخذ مساحتها الواقعية عند استخدام الكوتا وحدودها بمعنى أنها لا توضع في الحسبان.

### النسخ الطيفي للقسم
(بالإنجليزية: Volume Shadow Copy)‏ خدمة النسخ الطيفي للقسم (VSS)، هذه الخدمة تستخدم لعمل نسخ تاريخية للملفات والمجلدات على القسم تتم هذه العملية بواسطة تقنية تسمى النسخ عند الكتابة (لاحظ أن تقنية النسخ الطيفي لا تأخذ مساحة كما يحدث في عملية النسخ الاحتياطي وتكون مساحتها صغيرة جدا بالنسبة للنسخ الاحتياطي وتستخدم في كثير من الطرق الحديثة وذات مجال واسع)، وتنصح مايكروسوفت في النظم التي عليها تحميل زائد بعدم وضع النسخ الطيفية على نفس القسم والأفضل وضعها على قرص آخر أو أي وسيط آخر، في نظام تشغيل ويندوز فيستا تم تقديم النسخ الطيفي المستمر للاستخدام مع نقط الاسترجاع والنُسخ السابقة ولاحظ أنه لا يفهم بواسطة أي نظام تشغيل ويندوز أقدم والسبب أنه لن يفهم أسلوب تهيئة النسخ الطيفي.

### تبادلي
كما من ويندوز فيستا، يمكن للتطبيقات استخدام إن تي إف إس تبادلي [الإنجليزية] (TxF)، لتجميع مجموعة تغيرات لملف في عملية تبادلية، وسيضمن هذا التفاعل ويؤكد حدوث تغيرات أم لا، ويضمن أن لا ترى التطبيقات التي خارج هذا التفاعل أي تغيرات حتى يتم حفظها.

### الأمان
في نظام ملفات NTFS يكون كل ملف ومجلد معين معه ومرتبط به واصف أمان [الإنجليزية] يعرف مالك الملف أو المجلد، ويتكون من إثنين قائمة التحكم بالوصول، الأولى تسمى تحكم بالوصول تقديري، توضح بالضبط ما نوع التفاعل المسموح به أو الممنوع (على سبيل المثال قراءة، كتابة، تنفيذ، مسح) لمجموعة من المستخدمين، على سبيل المثال ملف في مجلد في المسار التالي (C:\Program Files) يمكن قراءته وتشغيله (تنفيذ) لكل المستخدمين ولكن يتم تعديله بواسطة من لديهم امتيازات إدارية فقط.
ويندوز فيستا أضاف تحكم بالوصول إلزامي إلى تحكم بالوصول تقديري.
الثانية تسمى قائمة التحكم بالوصول للنظام (SACL).

### التشفير
تشفير نظام الملفات في نظام ملفات NTFS يقدم تشفير قوي وشفاف على أي ملف أو مجلد، مكتبات هذا النظام التشفيري مع كريبتو أيه بي آي ميكروسوفت في وقت التنفيذ هي (FSRTL)، في هذا النظام التشفيري يتم التشفير بالمفتاح المتناظر للملف.

### الحصص أو الكوتا
(بالإنجليزية: Quotas)‏
تم إدخالها في الإصدار الثالث NTFS وهي تسمح لمديري الحاسوب التي يعمل عليها إصدارات ويندوز بالتحكم في حجم القسم الذي يستخدمه كل مستخدم للحاسوب، كما تسمح للمدير بتتبع حجم القسم يستخدم لكل مستخدم، وتمنع كل مستخدم عن الزيادة عن الحجم المفروض.

### إعادة توزيع النقاط
(بالإنجليزية: Reparse points)‏ يتم استخدام نقاط إعادة التوزيع NTFS المقدمة في NTFS v3 من خلال إقران علامة إعادة التوزيع في سمة مساحة المستخدم لملف أو دليل. تتضمن مايكروسوفت العديد من العلامات الافتراضية بما في ذلك الروابط الرمزية ونقاط ربط الدليل ونقاط تحميل وحدة التخزين. عندما يوزع مدير الكائنات بحثًا عن اسم نظام الملفات ويواجه سمة إعادة التوزيع، فإنه سيعيد تقسيم البحث عن الاسم، ويمرر بيانات إعادة التوزيع التي يتحكم فيها المستخدم إلى كل برنامج تشغيل لعامل تصفية نظام الملفات يتم تحميله في ويندوز. يقوم كل برنامج تشغيل عامل تصفية بفحص بيانات إعادة التوزيع لمعرفة ما إذا كانت مرتبطة بنقطة إعادة التوزيع هذه، وإذا حدد محرك المرشح تطابقًا، فإنه يعترض طلب نظام الملفات ويؤدي وظيفته الخاصة.

### قدرة تغيير حجم
بدءا من ويندوز فيستا قامت مايكروسوفت بإضافة قدرة مبنية داخليا لتقليص أو توسيع التقسيم، ولكن هذه القدرات محدودة بسبب عدم القدرة على إعادة تحديد مكان جديد لأجزاء صفحة الملف) أو للملفات التي تم تعليمها على أنها غير قابلة للنقل، لهذا فإن التقليص لإعادة تحديد مكان جديد أو تعطيل التصحيف وبحث ويندوز وأي نسخ طيفي مستخدم بواسطة أي أداة مساعدة طرف ثالث لاستعادة نظام وتكون قادرة على تغيير حجم القسم.

## شرح متعمق

أذونات نظام الملفات إن تي إف إس

داخليا، يستخدم نظام الملفات إن تي إف إس نظام بي + تري لعمل فهرسة لبيانات نظام الملفات هذا. يتم استخدام نظم الملفات ذات صحائف لضمان سلامة البيانات الوصفية لنظام الملفات وليس محتوى الملفات الفردية. من المعروف أن الأنظمة التي تستخدم إن تي إف إس تتمتع بموثوقية محسنة مقارنة بأنظمة ملفات FAT.

### قطاع الإقلاع للقسم
(بالإنجليزية: Partition Boot Sector)‏
| العنوان المكافئ Byte Offset | طول الحقل | القيمة الفعلية                                              | اسم الحقل                                                  | الغرض أو الفائدة |
| --------------------------- | --------- | ----------------------------------------------------------- | ---------------------------------------------------------- | --- |
| 0x00                        | 3 بايت    | 0xEB5290                                                    | الامر JMP                                                  | يتسبب في تنفيذ ما بعده (وهو قطاع إقلاع) يتسبب في استمرار التنفيذ بعد تراكيب البيانات في قطاع الإقلاع هذا.                                              |
| 0x03                        | 8 بايت    | "NTFS " Word "NTFS" followed by four trailing spaces (0x20) | رقم معرف المطور للنظام OEM ID                              | يشير إلى أن هذا النظام هو NTFS |
| 0x0B                        | 2 بايت    | 0x0200                                                      | بايت \ قطاع                                                | كم بايت في هذا القطاع ( sectors ) ؟ |
| 0x0D                        | 1 بايت    | 0x08                                                        | قطاع \ كلستر (عنقود)                                       | كم قطاع في الكلستر ( cluster ) ؟ |
| 0x0E                        | 2 بايت    | 0x0000                                                      | قطاع محجوز                                                 | ما المساحة المحجوزة بواسطة نظام التشغيل. ليس له وصف أو مرجعية مستشهد بها                                                                               |
| 0x10                        | 3 بايت    | 0x000000                                                    | غير مستخدم                                                 | هذا الحقل دائما بقيمة 0 |
| 0x13                        | 2 بايت    | 0x0000                                                      | غير مستخدم بواسطة NTFS                                     | هذا الحقل دائما بقيمة 0 |
| 0x15                        | 1 بايت    | 0xF8                                                        | واصف للوسائط                                               | ليس له وصف أو مرجعية مستشهد بها. |
| 0x16                        | 2 بايت    | 0x0000                                                      | غ\م غير مستخدم                                             | هذا الحقل دائما بقيمة صفر |
| 0x18                        | 2 بايت    | 0x003F                                                      | عدد القطاعات في المسار                                     | كم عدد القطاعات في المسار الواحد ؟ |
| 0x1A                        | 2 بايت    | 0x00FF                                                      | عدد الرؤوس                                                 | كم عدد الرؤوس المغناطيسية (للقراءة-والكتابة) في الجهاز؟                                                                                                |
| 0x1C                        | 4 بايت    | 0x0000003F                                                  | القطاعات الخفية                                            | كم عدد القطاعات الخفية؟ موقعها ليس له وصف أو مرجعية مستشهد بها.                                                                                        |
| 0x20                        | 4 بايت    | 0x00000000                                                  | غير مستخدم                                                 | غير مستخدم بواسطة NTFS |
| 0x24                        | 4 بايت    | 0x80008000                                                  | غير مستخدم                                                 | غير مستخدم بواسطة NTFS |
| 0x28                        | 8 بايت    | 0x00000000007FF54A                                          | إجمالي القطاعات                                            | كم عدد القطاعات في القسم الواحد؟ |
| 0x30                        | 8 بايت    | 0x0000000000000004                                          | $MFT cluster number                                        | ما هو الكلستر (cluster) المحتوي على الملف الرئيسي الجدولي e $MFT                                                                                       |
| 0x38                        | 8 بايت    | 0x000000000007FF54                                          | $MFTMirr cluster number                                    | ما هو الكلستر المحتوي على نسخة احتياطية من الملف الرئيسي الجدولي $MFT                                                                                  |
| 0x40                        | 1 بايت    | 0xF6                                                        | عدد البايت لكل سجمنت سجل ملف Bytes Per File Record Segment | كم بايت في سجمنت سجل ملف. إذا كانت القيمة سالبة، تكون القيمة 2 أس -القيمة. على سبيل المثال، إذا كانت القيمة 0xF6، يكون طول السجل 2 ^ 10 (10 == - 0xf6) |
| 0x44                        | 1 بايت    | 0x01                                                        | Clusters Per Index Buffer                                  | How many clusters per index buffer? Algorithm as for bytes per record above                                                                            |
| 0x45                        | 3 بايت    | 0x000000                                                    | غير مستخدم                                                 | لا يستخدم هذا الحقل من قبل NTFS |
| 0x48                        | 8 بايت    | 0x1C741BC9741BA514                                          | الرقم التسلسلي لوحدة التخزين                               | رقم عشوائي فريد مخصص لهذا القسم، للحفاظ على الأشياء منظمة.                                                                                             |
| 0x50                        | 4 بايت    | 0x00000000                                                  | Checksum                                                   | A checksum of the previous values. Algorithm not described in cited article.                                                                           |
| 0x54                        | 426 بايت  |                                                             | ترميز البوتستراب                                           | هو الترميز الذي يقوم بتحميل باقي نظام التشغيل. يشار إلى ذلك بالبايتات الثلاث الأولى من هذا القطاع.                                                     |
| 0x01FE                      | 2 بايت    | 0xAA55                                                      | علامة نهاية القطاع                                         | تشير هذه العلامة إلى أن قطاع الإقلاع هذا صالح. |

### جدول الملف الرئيسي
(بالإنجليزية: Master File Table)‏ في نظام ملفات إن تي إس إف، كل الملفات والمجلدات (الدلائل) والبيانات الوصفية للملفات metafile وأسماء الملفات وتاريخ إنشاءها وأذونات الوصول المستخدمة بواسطة قائمة التحكم بالوصول وحجم الملف كلها تكون مخزنة كبيانات وصفية في جدول الملف الرئيسي MFT.

### ملفات وصفية
(بالإنجليزية: Metafiles)‏ إن تي إف إس NTFS يحتوي على العديد من الملفات التي تعرف وتنظم نظام الملفات، معظم هذه الملفات لها معمارية تشبه أي ملف عادي يستخدمه المستخدم، ولكن هذه الملفات ليست محل اهتمام المستخدم العادي، هذه الملفات تعرف الملفات على النظام وتحتفظ بنسخ احتياطية للبيانات الخطرة والمهمة لنظام الملفات وتحتوي على تغيرات النظام التي تحدث لحظة بلحظة، وتقوم بإدارة المساحات الفارغة وأماكنها.
| رقم الـ Segment | اسم الملف | الغرض والفائدة |
| --------------- | --- | --- |
| 0               | $MFT | هذا الملف (MFT) بداخله وصف لكل الملفات على القسم بما في ذلك اسم الملف وتاريخ ووضعه على القسم وأسماء وعدد الكلستر التي يوجد بها بيانات وفهارس ومعرفات الأمان وموصفات الملف مثل (مضغوط، مشفر وغيرها) |
| 1               | $MFTMirr | مكرر احتياطي لأول مدخلات مهمة من الملف الرئيسي e $MFT وغالبا يحفظ أربعة مدخلات (بمقدار 4 كيلوبايت) |
| 2               | $LogFile | يحتوي على تغيرات أداء البيانات الوصفية لنظام الملفات |
| 3               | $Volume | يحتوي على معلومات حول وحدة التخزين، بما في ذلك معرّف كائن وحدة التخزين، وتسمية وحدة التخزين، وإصدار نظام الملفات، وعلامات وحدة التخزين التي تشير إلى حالتها، مثل: ما إذا كانت مثبتة، أو إذا كان قد تم طلب فحص Chkdsk، أو طلب تغيير حجم ملف السجل ($LogFile)، أو ما إذا كانت مثبتة على نظام NT 4، أو في حالة تحديث الرقم التسلسلي لوحدة التخزين، أو وجود طلب ترقية هيكلية. يتم تخزين هذه البيانات ليس في تدفق بيانات عادي، وإنما ضمن سمات خاصة في جدول الملفات الرئيسي (MFT). فإذا كان موجودًا، يتم تخزين معرّف كائن وحدة التخزين في سجل $OBJECT_ID، بينما يتم تخزين تسمية وحدة التخزين في سجل $VOLUME_NAME، أما البيانات المتبقية الخاصة بوحدة التخزين فتُحفظ في سجل $VOLUME_INFORMATION. ملاحظة: يتم تخزين الرقم التسلسلي لوحدة التخزين في الملف $Boot كما هو موضح أدناه. |
| 4               | $AttrDef | يحتوي على جدول من مواصفات الملف الرئيسي الجدولي (MFT) التي تربط المعرفات الرقمية مع الأسماء |
| 5               | . | دليل الجذر. بيانان الدليل مخزنة في سمات $INDEX_ROOT و $INDEX_ALLOCATION وكلاهما يسمى $I30. |
| 6               | $Bitmap | An array of bit entries: each bit indicates whether its corresponding cluster is used (allocated) or free (available for allocation). |
| 7               | $Boot | BOOTMGR) and a BIOS parameter block including a volume serial number and cluster numbers of $MFT and $MFTMirr. |
| 8               | $BadClus | ملف يحتوي على جميع الكتل (Clusters) التي تم تحديدها على أنها تحتوي على قطاعات تالفة (Bad Sectors). يهدف هذا الملف إلى تبسيط إدارة الكتل بواسطة أداة Chkdsk، حيث يعمل كموقع لتسجيل القطاعات التالفة المكتشفة حديثًا، إضافةً إلى تحديد الكتل غير المرجعية. يحتوي هذا الملف على تدفقين من البيانات (Data Streams)، حتى في وحدات التخزين الخالية من القطاعات التالفة. الأول هو تدفق غير مسمى يتضمن القطاعات التالفة—ويكون طوله صفريًا في حالة وحدات التخزين المثالية الخالية من الأخطاء. أما التدفق الثاني، فيحمل الاسم $Bad ويحتوي على جميع الكتل في وحدة التخزين التي لا تنتمي إلى التدفق الأول. |
| 9               | $Secure | قاعدة بيانات قائمة التحكم في الوصول (Access Control List - ACL)، والتي تهدف إلى تقليل العبء الناجم عن تخزين العديد من قوائم التحكم المتطابقة مع كل ملف على حدة، وذلك من خلال تخزين هذه القوائم بشكل فريد داخل هذه القاعدة فقط. تحتوي هذه القاعدة على مؤشرين رئيسيين: - $SII (Standard_Information ID)، الذي يُستخدم لفهرسة المعلومات القياسية. - $SDH (Security Descriptor Hash)، الذي يقوم بفهرسة بيانات الأمان. ويتم تخزين جدول ACL الفعلي داخل تدفق بيانات يحمل الاسم $SDS، حيث يتم تنظيم جميع معلومات التحكم في الوصول (ACLs) بشكل مركزي لتعزيز الكفاءة وتقليل التكرار. |
| 10              | $UpCase | A table of unicode uppercase characters for ensuring case-insensitivity in Win32 and DOS namespaces. |
| 11              | $Extend | A file system directory containing various optional extensions, such as $Quota, $ObjId, $Reparse or $UsnJrnl. |
| 12–23           | Reserved for $MFT extension entries. Extension entries are additional MFT records that contain additional attributes that do not fit in the primary record. This could occur if the file is sufficiently fragmented, has many streams, long filenames, complex security, or other rare situations. | Reserved for $MFT extension entries. Extension entries are additional MFT records that contain additional attributes that do not fit in the primary record. This could occur if the file is sufficiently fragmented, has many streams, long filenames, complex security, or other rare situations. |
| 24              | $Extend\$Quota | Holds disk quota information. Contains two index roots, named $O and $Q. |
| 25              | $Extend\$ObjId | link tracking information. Contains an index root and allocation named $O. |
| 26              | $Extend\$Reparse | Holds reparse point data (such as symbolic links). Contains an index root and allocation named $R. |
| 27—             | Beginning of regular file entries. | Beginning of regular file entries. |

## حدود النظام

### أسماء الملفات المحجوزة
على الرغم من أن النظام يسمح بتسمية الملفات حتى طول 32767 حرف للملف متضمناً طول المسار حتى 255 حرف، إلا أنه وباعتبار أن النظام يخزن بيانات وصفية (ميتاداتا) في ملفات نظامية، فإن هناك العديد من الكلمات لا يمكن استخدامها في تسمية الملفات مثل: $MFT, $MFTMirr, $LogFile, $Volume, $AttrDef, . (dot), $Bitmap, $Boot, $BadClus, $Secure, $Upcase, $Extend.

### الحجم الأعظم
نظرياً إن حجم أن تي إف إس الأعظم هو 264-1 عنقود بيانات (كلستر) cluster . لكن في الواقع فإن الحجم الأعظم في نظام ويندوز إكس بي هو 232-1 قطاع ذاكرة.

### حجم الملف الأعظم
نظرياً (264 - 210) بايت. في التطبيق الفعلي (244 - 216) بايت.

### الطول الأعظم للمسار
الطول الأعظم لمسار الملفات هو 32767 حرفاً. والمسار النسبي محدد بطول 255 حرفاً.

### مجال البيانات
يستخدم نظام إن تي إف إس نظام حساب وقت مشابه لنظام ويندوز إن تي بمجال بين 1 مايو 1601، حتى 28 مايو 60056 بدقة عشرة ملايين تكة في الثانية الواحدة.